# Мерцательный эпителий
Мерцательный эпителий представляет собой тип эпителиальной ткани, клетки которой имеют цилиндрическую форму, внутренний край которых выходит в полость или канал и покрыт многочисленные волосками или реснички.
Метод крепления ресничек к мерцательному эпителию является предметом споров. По мнению Энгельманна, все реснички (в количтве 15-20 штук на одну клетку) закреплены на протоплазменной обложке, которой оснащен внутренний, не закрепленный с другими клетками край мерцательного эпителия. По мнению других исследователей, реснички удерживаются на своем месте благодаря корням, уходящим внутрь клетки. Движением каждой реснички организм управляет централизованно через протоплазменную подложку, их деятельность сводится к синхронному наклону в одну сторону и возврату в исходное положение подобно порождаемым ветром волнам на зерновом поле. Угол наклона ресничек обычно составляет 20—50°, но иногда доходит до 56°. Скорость реакции ресничек зависит от уровня насыщения едой организма, активней всего они работают при 45° для теплокровных животных и 40° для лягушек, насыщении кислородом (отсутствие которого прекращает их действие), типа химической реакции (слабощелочная реакция оказывает благоприятное влияние, а кислое угнетающее), наличии биологического индукционного тока. Предназначение ресничек состоит в выталкивании объектов наружу через естественные отверстия (например, семени от яичек через выводящие каналы или пылевых частиц из легких по бронхам к гортани и полости рта). Согласно экспериментам, реснички способны передвигать маленькие комочки угольного или киноварного порошка со скоростью 0,1-0,2 мм. в сек., а вес в 48 грамм в горизонтальном направлении на 14 мм. с силой 6,805 грамм на мм.
Этот тип эпителия выстилает внутреннюю поверхность яйцеводов, желудочков головного мозга, спинномозгового канала и дыхательных путей (трахеи, бронхи и бронхиолы). Он обеспечивает перемещение различных веществ по этим путям.
Мерцательный эпителий составляет внутреннюю поверхность дыхательных путей помимо голосовых связок (бронхов, дыхательного горла и гортани), верхней части глотки, нижней части носовой полости, Eвстахиевой трубы, барабанной полости, матки с выводящими протоки яичка трубами, центрального канала нервной системы (в том числе и мозговых желудочков). В дыхательных путях мерцательный эпителий выполняет функцию перемещения слизи вверх, в горло, что облегчает процесс заглатывания твёрдой пищи. Кроме того, он задерживает бактерии, пыль и другие мелкие частицы, предотвращая их попадание в лёгкие.
В составе мерцательного эпителия воздухоносных путей выделяют четыре типа клеток: реснитчатые (мерцательные), слизистые (бокаловидные), вставочные и эндокринные.